# 산학협동 드라마
산학협동 드라마(일본어: 産学協同ドラマ)는 오사카 예술대학과 방송국의 산학협동에 의한 텔레비전 드라마 시리즈.

## 작품 목록
《니토나츠~사랑도 일도~》
《새끼 영혼》
《탐정 오브 마이 하트》
《보물 데이즈》
《사랑의 파미유》
《브로드캐스트 ASUKA》
《바람을 향해 달려라 ~예대 여자 역전부~》
《스니커 제너레이션》